# West Fourth Street-Washington Square
West Fourth Street-Washington Square è una stazione della metropolitana di New York situata sulle linee IND Eighth Avenue e IND Sixth Avenue. Nel 2019 è stata utilizzata da 14 063 633 passeggeri. È servita dalle linee A, D, E e F sempre, dalla linea C sempre tranne di notte, e dalle linee B e M durante i giorni feriali esclusa la notte.

## Storia
La stazione venne concepita come punto di interscambio tra le linee Eighth Avenue e Sixth Avenue dell'Independent Subway System. La porzione della stazione servita dalla linea Eighth Avenue fu aperta il 10 settembre 1932, mentre quella servita dalla linea Sixth Avenue venne inaugurata il 1º gennaio 1936.

## Strutture e impianti
La stazione è posta al di sotto di Sixth Avenue e si sviluppa su quattro livelli. Il primo livello è rappresentato dal mezzanino della stazione dove sono posizionati tre gruppi di tornelli, le scale per le banchine e quelle per il piano stradale, tre scale portano all'incrocio con Waverly Place e due all'incrocio con West Third Street. Il secondo e quarto livello ospitano rispettivamente il piano binari della linea IND Eighth Avenue e quello della linea IND Sixth Avenue, entrambi sono dotati di due banchine ad isola e quattro binari, i due esterni per i treni locali e i due interni per quelli espressi. Il terzo livello è invece un secondo mezzanino che viene utilizzato come collegamento tra le banchine delle due linee. Una serie di ascensori rende la stazione accessibile alle persone con disabilità motoria.

## Interscambi
La stazione è servita da alcune autolinee gestite da NYCT Bus. Inoltre, a nord della stazione si trova la fermata 9th Street della metropolitana regionale Port Authority Trans-Hudson (PATH).
- Stazione metropolitana (9th Street, PATH)
- Fermata autobus